# 홀리데이 접합

염기서열과 2차 구조를 보여주지만 3차 구조는 보여주지 않는 홀리데이 접합의 모식도. 표시되어 있는 서열은 많은 가능성 중 하나일 뿐이다. 서열이 대칭이 아니기 때문에 이는 불가동 홀리데이 접합(immobile Holliday junction)이다.

홀리데이 접합(영어: Holliday junction)은 4개의 이중 가닥 팔이 결합된 분지형 핵산 구조이다. 이러한 팔은 완충 염의 농도와 접합부에 가장 가까이에 위치한 핵염기의 순서에 따라 여러 입체구조 중 하나를 채택할 수 있다. 이 구조는 1964년에 이 구조의 존재를 제안한 영국의 분자생물학자인 로빈 홀리데이의 이름을 따서 명명되었다.

## 같이 보기
- 핵산